# Riedel (cràter)
Riedel és un cràter d'impacte que pertany a la cara oculta de la Lluna. Es troba al nord-nord-est del cràter Karrer, i al sud de Leavitt.

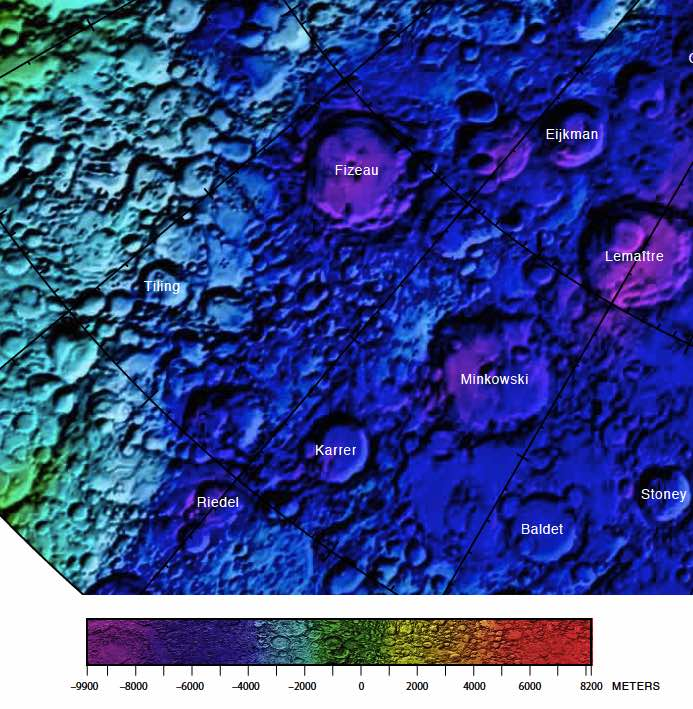
Localització de Riedel (inferior esquerra de la imatge)
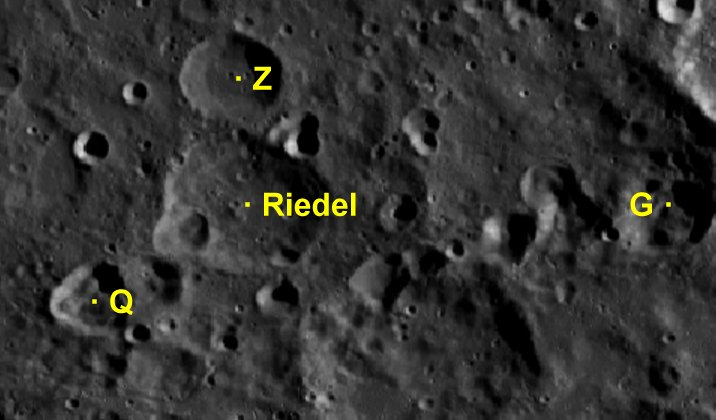
Cràters satèl·lit
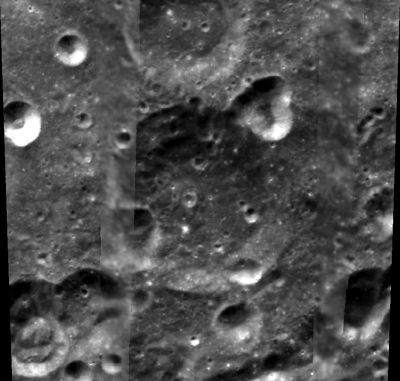
Fotografia de la missió Clementine (1994)

És un cràter desgastat, amb impactes més petits a la vora cap al nord i el sud-oest. Un petit cràter jeu sobre la paret interior meridional. El sòl interior sembla relativament lliure de trets distintius, amb només un petit cràter a la part sud del sòl.

## Cràters satèl·lit
Per convenció aquests elements són identificats en els mapes lunars posant la lletra en el costat del punt central del cràter que està més proper a Riedel.
| Riedel | Coordenades                            | Diàmetre |
| ------ | -------------------------------------- | -------- |
| G      | 49° 12′ S, 133° 36′ O / 49.2°S,133.6°O | 26 km    |
| Q      | 49° 54′ S, 141° 42′ O / 49.9°S,141.7°O | 25 km    |
| Z      | 47° 24′ S, 139° 42′ O / 47.4°S,139.7°O | 30 km    |